# Petròsaca
Petròsaca (grec antic: Πετροσάκα) era una antiga ciutat d'Arcàdia que es trobava al camí que anava de Mantinea a Metídrion.
El camí travessava la plana d'Alcimedont, situada a 30 estadis de Mantinea. Pausànias situa Petròsaca a la frontera dels territoris entre Mantinea i Megalòpolis, i diu també que la ciutat se situava a 40 estadis d'una font anomenada Cisa.